# Meant to Be
Meant to Be ist ein Lied der US-amerikanischen Sängerin Bebe Rexha aus dem Jahre 2017, welches sie zusammen mit dem Duo Florida Georgia Line aufnahm. Die zweite Single ihrer EP All Your Fault: Pt. 2 und zeitgleich auch die zweite Auskopplung ihres Debütalbums Expectations wurde von der Interpretin selbst zusammen mit dem Bandmitglied Tyler Hubbard, sowie David Garcia und Josh Miller geschrieben. Produziert haben das Stück Garcia und Willshire.

## Hintergrund
Meant to Be entsprang einer geplatzten Songwriting-Kollaboration zwischen Florida Georgia Line und Charlie Puth. Letzterer musste das Treffen spontan absagen, woraufhin das Duo einen Anruf bekam, dass Bebe Rexha an seiner Stelle erscheinen würde. Diese gab später an, die Musikgruppe mit der Band Little Big Town verwechselt zu haben, die sie zuvor bei den American Music Awards traf. Als vor Ort der Irrtum aufflog, wurde Rexha nervös, da sie nun davon ausging, ein Country-Lied schreiben zu müssen, was sie noch nie zuvor getan hatte. Das Duo hingegen erwartete, sich aufgrund seiner Autorenpartnerin an einem Popsong versuchen zu müssen. Die Anspannung verflog allerdings, als die Arbeiten an dem Stück begannen, da sich beide Interpreten offen für den Stil des jeweils anderen zeigten. Der Refrain und Titel des Liedes basieren auf einem Telefonat mit Tyler Hubbards Frau kurz vor dem Beginn des Schreibprozesses, in welchem diese meinte, sie sollten alle entspannen und eine gute Zeit haben, denn wenn etwas geschehen soll, würde es dies ohnehin tun. Das Lied wurde letztlich innerhalb weniger Stunden geschrieben und bereits am ersten Tag zur Hälfte produziert, da ein Großteil des Gesangs während der Writing Session aufgenommen wurde. Nach den ersten, sehr positiven Reaktionen der Rohfassung wurde den Beteiligten klar, dass sie ein großes Lied geschrieben hatten. Es blieb die Frage, ob man es als Bebe Rexha- oder Florida Georgia Line-Lied vermarkten würde; als man entschied, es der Sängerin zuzuordnen, wurden noch 808 Drums hinzugefügt, um es ihrer Ästhetik anzupassen.

## Inhalt
Meant to Be ist ein Popsong mit Anleihen der Country-Musik. Das Lied beginnt minimalistisch mit Klaviertönen, ehe nebst einem einfachen Beat aus Bass Drums und Snaps der Gesang von Florida Georgia Line einsetzt. Diese tragen die erste Strophe und den ersten Refrain im Alleingang vor. In letzterem setzt, stark in den Hintergrund gemischt, eine Steel Guitar ein. Bebe Rexha singt mit Ausnahme der letzten beiden Zeilen den zweiten Vers, der musikalisch exakt wie der erste untermalt ist. Es existiert jedoch auch ein Radio Edit, bei welchem ihre Stimme bereits in der ersten Strophe und im ersten Chorus zu hören ist. Der zweite Refrain wird von allen Gesangskünstlern gleichzeitig vorgetragen, zudem setzen nun schnell gespielte Hi-Hats und Snares ein. Es erfolgt eine kurze Bridge, bei der zuerst Florida Georgia Line, dann Rexha, dann wieder Florida Georgia Line und dann alle gemeinsam jeweils eine Zeile singen. Der dritte Refrain wird wie der zweite im Gleichklang vorgetragen, wobei jedoch in der ersten Hälfte ein wesentlich spartanischeres Instrumental, welches ausschließlich aus Gitarren und Klatschen besteht, eingespielt wird, ehe die zuvor verwendete Musik wieder einsetzt. Im Outro wechseln sich die Musiker ab und singen Zeilen aus dem Chorus.
Inhaltlich dreht sich das Lied darum, Dinge einfach geschehen zu lassen, denn wenn sie dazu bestimmt sind, einzutreffen, würden sie dies ohnehin tun. Der Titel ist in Form eines Dialogs zwischen einem Mann und einer Frau verfasst. Der männliche Protagonist legt ihr dabei nahe, sich zu entspannen und den Moment zu genießen, und sich nicht darum zu kümmern, wo der Weg hinführt. Die weibliche Hauptfigur erwidert daraufhin, in der Vergangenheit von Männern verletzt worden zu sein, weshalb sie Probleme hätte, Dinge locker anzugehen, da sie so etwas nicht wieder erleben möchte. Sie sucht in ihrem neuen Freund jemanden, der ihr ihren Glauben wieder schenkt, woraufhin der Mann fragt, ob der von Zweifeln geplagten Frau nicht klar wäre, dass sie schön sei. Sie nimmt daraufhin dessen legere Haltung ebenfalls an und plant nun nicht mehr, was in Zukunft passieren sollte.

## Musikvideo
Der Videoclip zu Meant to Be zeigt Bebe Rexha, welche, einen großen Sack schleppend, per Anhalter umher reist. Sie kommt zunächst bei einem Motel an, wo ein Schild mit der Aufschrift „Help Wanted“ („Aushilfe gesucht“) angebracht ist. Es scheint dort jedoch niemand anwesend zu sein, sodass sie weiterzieht. Plötzlich findet ein Szenenwechsel statt: Rexha arbeitet nun als Bedienung in einem Café, in welchem auch Florida Georgia Line als Gäste anwesend sind, die von ihr gesehen werden. Später, als weniger Betrieb vorherrscht, schläft die Protagonistin ein. Sie träumt nun, dass das Duo in einer Country-Bar auftritt, in der auch sie sich zufällig befindet. Die Gruppe lädt sie mit einer Handgeste ein, ebenfalls nach vorne zu kommen und mitzusingen. Kurz darauf ist zu sehen, wie Rexha vor dem Café singt und tanzt. Es kommt zu einem weiteren Szenenwechsel: alle drei Musiker stehen nun auf einer großen Bühne und performen vor einem riesigen Publikum. Auf einmal wacht die Protagonistin wieder auf und befindet sich wieder im Café. Sie realisiert, dass ihre Erfolgsgeschichte nicht real war, flucht und geht aus dem Bild.

## Kommerzieller Erfolg

### Chartplatzierungen
Das Lied kletterte nicht nur auf Platz 2 der US-amerikanischen Charts, sondern wurde dort auch mit Diamant ausgezeichnet. In Australien landete es auf derselben Position und erhielt Fünffachplatin; weiters konnte es sich in Kanada, Schweden, Norwegen und Neuseeland in den Top 10 behaupten. In den Vereinigten Staaten, Kanada, Australien und Neuseeland war es zudem jeweils einer der zehn erfolgreichsten Titel im Jahre 2018. Im deutschsprachigen Raum fielen die Verkäufe im Vergleich eher bescheiden aus: in Deutschland erreichte es Platz 57, in Österreich 49 und in der Schweiz 34.
| ChartsChartplatzierungen       | Höchstplatzierung | Wochen |
| ------------------------------ | ----------------- | ------ |
| Deutschland (GfK)              | 57 (16 Wo.)       | 16     |
| Österreich (Ö3)                | 49 (16 Wo.)       | 16     |
| Schweiz (IFPI)                 | 34 (30 Wo.)       | 30     |
| Vereinigte Staaten (Billboard) | 2 (52 Wo.)        | 52     |
| Vereinigtes Königreich (OCC)   | 11 (28 Wo.)       | 28     |

| ChartsJahrescharts (2018)      | Platzierung |
| ------------------------------ | ----------- |
| Vereinigte Staaten (Billboard) | 3           |
| Vereinigtes Königreich (OCC)   | 47          |

| ChartsJahrescharts (2010–2019) | Platzierung |
| ------------------------------ | ----------- |
| Vereinigte Staaten (Billboard) | 89          |

### Auszeichnungen für Musikverkäufe
| Land/Region                  | Auszeichnungen für Musikverkäufe (Land/Region, Auszeichnung, Verkäufe) | Verkäufe   |
| ---------------------------- | ---------------------------------------------------------------------- | ---------- |
| Australien (ARIA)            | 8× Platin                                                              | 560.000    |
| Belgien (BRMA)               | Gold                                                                   | 15.000     |
| Brasilien (PMB)              | Diamant                                                                | 160.000    |
| Dänemark (IFPI)              | Platin                                                                 | 90.000     |
| Deutschland (BVMI)           | Gold                                                                   | 200.000    |
| Frankreich (SNEP)            | Gold                                                                   | 100.000    |
| Italien (FIMI)               | Gold                                                                   | 25.000     |
| Kanada (MC)                  | Diamant                                                                | 800.000    |
| Neuseeland (RMNZ)            | 7× Platin                                                              | 210.000    |
| Niederlande (NVPI)           | Platin                                                                 | 80.000     |
| Norwegen (IFPI)              | 3× Platin                                                              | 180.000    |
| Polen (ZPAV)                 | Platin                                                                 | 50.000     |
| Portugal (AFP)               | Platin                                                                 | 10.000     |
| Schweden (IFPI)              | 2× Platin                                                              | 160.000    |
| Schweiz (IFPI)               | Gold                                                                   | 10.000     |
| Spanien (Promusicae)         | Gold                                                                   | 30.000     |
| Vereinigte Staaten (RIAA)    | 11× Platin                                                             | 11.000.000 |
| Vereinigtes Königreich (BPI) | 2× Platin                                                              | 1.200.000  |
| Insgesamt                    | 6× Gold · 27× Platin · 3× Diamant ·                                    | 14.880.000 |

Hauptartikel: Bebe Rexha/Auszeichnungen für Musikverkäufe